# قلعه‌جوق (هشترود)
قلعه‌جوق یکی از روستاهای استان آذربایجان شرقی است که در دهستان آلمالو بخش مرکزی شهرستان هشترود واقع شده‌است.
این روستا از روستاهای هشترود است البته دو تا قلعه جوق داریم که یکی قلعه جوق بالا و یکی قلعه جوق پایین که قلعه جوق بالا به قلعه جوق نجفقلی خان بیشتر معروف است